# 梅小鉢
梅小鉢（うめこばち）は、高田紗千子と小森麻由の女性お笑いコンビ。松竹芸能所属。

## 概要
2000年に京都学園高校の同級生同士でコンビを結成。コンビ名は二人が大好きなお菓子の名前に由来する。以前（2013年時点）は二人で同居していた。
コントを中心とするが、漫才も行う。コント中、高田がいきなり歌いだすことがあったり、二人で歌い出してミュージカル風のネタの流れになったりすることもある。
2011年2月から活動拠点を大阪から東京に移す。

## メンバー
- 高田紗千子（たかだ さちこ、1981年1月20日（44歳） - ） 
ボケ担当。
京都府出身。松尾幼稚園などを経て京都学園高等学校卒業。
血液型B型。身長156cm、体重45kg。スリーサイズは88cm、63cm、83cm[4]。
趣味、特技はテニス、茶道[4]。
絶対音感を持っている[4]。
動物が苦手で、子犬を抱くのに時間がかかった事がある[5]。
物真似タレントとして活動することも多い。
ブログにて「見てほっこりする様なほっこりご飯」を掲載している等、家事全般が得意[6]。
3歳から習っているエレクトーンの経験を生かし、即興で作曲ができるという[7]。エレクトーン3級[1]。
極度の運動音痴である[8]。
絵を書くのが苦手[9]。
2017年1月31日、中西茂樹（なすなかにし）との結婚を発表[10]。
2019年8月7日、第1子となる男児が誕生した[11]。
2023年6月9日、夫の中西がTwitterにて第2子男児を出産したと報告した。[12]

- 小森麻由（こもり まゆ、1981年1月13日（44歳） - ） 
ツッコミ担当。
京都府出身。
血液型AB型。身長153cm、体重43kg。スリーサイズは76cm、63cm、82cm。
趣味は山登り、テトリス[4]。
特技はフルート[4]。ネタ中でも演奏したことがある。
介護福祉士資格を取得している[4]。
『とんねるずのみなさんのおかげでした』（フジテレビ）内のコーナー「博士と助手〜細かすぎて伝わらないモノマネ選手権〜」では、小道具や仕掛けを用いたストリートミュージシャンネタ等を披露する[13]。ストリートミュージシャンの物真似をするために研究しすぎて、その人にどんな兄弟がいるかまで分かるようになった。また研究のためにWikipedia日本語版をよく見ているという。出場を重ねるに連れ、小道具が派手に壊れる等、ネタについては仕込みが大掛かりになっている。
2012年4月1日放送の『ものまねグランプリ 最強のコラボレーション&本人が選んだテッパンネタ祭り!!』（日本テレビ）では、大久保佳代子（オアシズ）の顔真似で当時ブレイク前だった後輩のキンタロー。（光浦靖子役）と組んで、オアシズの物真似を披露した[14]。
2017年1月31日、一般男性との結婚と第1子男児（通称「せいちゃん」）出産を発表[10]。単独特番化した『ザ・細かすぎて伝わらないモノマネ』では、せいちゃんとの母子共演が恒例となっている。

## ものまねレパートリー

### 高田紗千子
- 菅野美穂
- 安めぐみ
- 中川翔子
- 芹那
- 大堀恵
- 安田美沙子
- 持田香織（ライブバージョン、笑い方）
- 島崎和歌子
- 山崎静代
- 武井咲
- 木村佳乃
- 広末涼子（歌まね）
- 鈴木亜美（歌まね）
- ピカチュウ
- 井森美幸
- 金田朋子
- 岩井志麻子
- 朝日奈央

ほか

### 小森麻由
- 大久保佳代子
- 篠原涼子
- 山田花子
- いとうあさこ
- 川村エミコ

ほか

## 出演

### テレビ
- 笑う子犬の生活ALIVE（フジテレビ）- テレビ初出演
- こたえてちょーだい!（フジテレビ）- 再現ドラマに出演。
- スパイスTV どーも☆キニナル!（フジテレビ）- 再現ドラマに出演。
- ゲンセキ（TBS）- 2005年7月20日
- DAMAS （MBS）
- 痛快!明石家電視台〜松竹芸人50人大集合SP〜（MBS）
- イカロスの翼（関西テレビ）
- 神出鬼没・乗ってけ!北野誠タクシー（関西テレビ）
- チュートリアルのチューして!（関西テレビ）
- らくらぶ。（KBS京都）
- ますだおかだ角パァ!（ABC）
- 花影忍法帳コミ☆トレ（2009年、NHK教育） - らん 役（小森のみ）※第2回、11回、21回ではコンビで登場
- あらびき団（TBS） - 2009年9月9日、11月11日
- とんねるずのみなさんのおかげでした「博士と助手〜細かすぎて伝わらないモノマネ選手権〜FINAL」（フジテレビ） 
  - 2009年10月1日放送。高田のみ出演。「DSのCMにてやたらとアピールする菅野美穂」「DSのCMにてマリオに興奮する菅野美穂」を披露。
  - 2010年9月23日放送。「三位（小森）」と「もう一度見たい賞（高田・事実上三位タイ）」を獲得。
  - 2010年12月23日放送。
- エンタの神様（日本テレビ） - 2009年11月28日初出演、キャッチコピーは「激すっぱいハーモニー」
- ものまねグランプリ（日本テレビ） - 「ものまねショートSHOW!」コーナーに高田のみ出演、2009年12月27日は「やたらと「あ」の多い菅野美穂」、2010年3月15日は「なんでも笑う菅野美穂」の芸を披露。その後、2011年4月7日などは本編に出演。2012年4月1日は小森もショートSHOWに出演。
- 絶対に笑ってはいけないスパイ24時（日本テレビ） - 2010年12月31日放送。高田のみ出演。
- PON!（日本テレビ）- 水曜日「PONPON!ランキング」、2011年3月30日から9月28日までレギュラー出演。
- しっとこ!（テレビ大阪）
- 痛快！体当たりドキュメント TEPPAN!!（MONDO21）
- 新春レッドカーペット（フジテレビ）-2012年1月1日、 キャッチコピーは「お口直しに」。
- カスペ!「ドレミファドン!2012最強イントロ王決定戦SP」（フジテレビ） - 2012年2月28日放送。高田のみ出演。
- 水曜エンタ!～笑う経済白書THEピンキリSHOW～（TBS）- 2012年3月14日、高田のみ
- 初詣!爆笑ヒットパレード（フジテレビ）- 2013年1月1日・2014年1月1日、「濱口コントサークル」のメンバーとして出演。
- 『ぷっ』すま（テレビ朝日）- 2013年3月1日「独り身女芸人対抗彼めし選手権」
- 日10☆演芸パレード（MBS）- 2013年3月24日
- ワラリズム（フジテレビ）- 2013年4月8日
- ZIP!（日本テレビ）- 『笑いの単語チョウ』コーナー
- ごごたま（2015年4月10日 - 、テレビ埼玉）金曜日パーソナリティ
- 土曜ワイド劇場 司法教官・穂高美子5（2016年10月29日、テレビ朝日）
- 天才てれびくんYOU（NHK Eテレ、2017年4月3日 - 2020年3月26日）リポーター（高田のみ）
- 旭市七夕市民まつり （2018年8月18日、千葉テレビ）　レポーター
- オンエア決めろ!ー笑武ー（2022年8月23日、BSJapanext）

### ラジオ
- 爆笑!ツキムランド（ラジオ大阪、2006年4月-9月）
- こんちわコンちゃん2時ですょ!　（MBSラジオ）
- 森脇健児のサタデーミーティング　（KBS京都ラジオ、2001年11月-2002年3月）
- 夕焼け寺ちゃん 活動中（文化放送、2011年1月-）
- 丸屋九兵衛のモンゴリアン・デスロック（InterFM）- 高田のみ

### ネット配信
- 内村さまぁ～ず #131『よくあるお宅訪問ロケでそこそこの笑いを取っちゃう男達！！』、#316『内さまと一緒にものまね大喜利を繰り出したいものまね芸人達!!』(高田のみ)
- ハギーのとこトンやってみよう!：2011年7月31日放送分[15]

### ライブ
- 松竹サーキットライブ 毎月定期的に開催
- ヤメテクレヨパトラ（梅小鉢、チキチキジョニー、天然もろこしの女芸人3組による合同ライブ）不定期開催
- 新宿角座 各公演

### 映画
- たそがれ清兵衛（2002年11月2日、松竹）仲居 役

### CM
- 京阪電気鉄道 二代目おけいはん おけいはんの友人役（高田のみ）

### DVD
- うめびより（笑魂シリーズ、2011年4月27日）